# Дилинген (Сар)
Дилинген (њем. Dillingen/Saar) град је у њемачкој савезној држави Сарланд. Једно је од 13 општинских средишта округа Сарлуис. Према процјени из 2010. у граду је живјело 21.239 становника. Посједује регионалну шифру (AGS) 10044111.

## Географски и демографски подаци
Дилинген се налази у савезној држави Сарланд у округу Сарлуис. Град се налази на надморској висини од 183 метра. Површина општине износи 22,1 km². У самом граду је, према процјени из 2010. године, живјело 21.239 становника. Просјечна густина становништва износи 962 становника/km².

## Међународна сарадња
| Мјесто    | Држава    | Врста сарадње | Од    |
| --------- | --------- | ------------- | ----- |
| Сутера    | Италија   | партнерство   | 2002. |
| Кројцвалд | Француска | партнерство   | 1967. |
| Извор     |           |               |       |